# Monte Zōzu
El monte Zōzu-san o Zōzu-zan (en japonés: 象頭山, "Montaña Cabeza de Elefante") es una montaña ubicada en la prefectura de Kagawa, Japón. La forma de la montaña se asemeja a la cabeza redonda y grande de un elefante y su tronco extendido en vista de perfil, de ahí el nombre Zøzu: "cabeza de elefante". El santuario de Kotohira, uno de los destinos más populares para los peregrinos en el siglo XIX, se ubica a un altura de 521 metros (1709,3 pies). Fue considerado uno de Los lugares de peregrinaje más visitados seguido del Santuario de Ise. Fue designado monumento natural de Japón y lugar de gran belleza paisajística el 9 de junio de 1951. 
La montaña se encuentra en el límite de las áreas administrativas de Zentsuji al norte, Kotohira al este y Mitoyo al suroeste. La ciudad más cercana es Kotohira en el lado este de la montaña. En el lado sureste, en el camino hacia la cumbre, se encuentra el santuario sintoísta Kotohira-gū, incluido a lo largo del camino de Shikoku, a 521 m de altura y establecido por el monje Kūkai.

## Descripción
La montaña tiene una altitud de 538 metros (1765,1 pies) y hay un punto de triangulación a unos 500 m al oeste a una altitud de 521,2 metros (1710,0 pies). A unos 300 m al sureste se encuentra el monte Kotohira en sentido estricto a una altitud de 524 metros (1719,2 pies), y a unos 1,5 kilómetros (0,9 mi) al noroeste se encuentra el monte Taima, el punto más alto de la cordillera a 616,3 metros (2022,0 pies). El santuario de Kotohira, su santuario interior y las áreas asociadas se encuentran en la ciudad de Kotohira, condado de Nakatado. La base norte de la montaña está ocupada por la ciudad de Zentsuji, y la base sur por la ciudad de Mitoyo. El nombre de "Montaña Cabeza de Elefante" se le dio a la montaña porque su forma, vista desde la autopista de Kotohira, se asemeja a la cabeza de un elefante. El santuario está ubicado en el área que se dice que es el epicentro de la montaña. La geología se compone de granito, brecha de toba y andesita sanukítica, desde la más baja a la más alta. Es una mesa incompleta que se ha derrumbado debido a la erosión del granito.
El sitio anteriormente era el Taller del Ejército Zentsuji de la 11.ª División del Ejército Imperial Japonés y se utilizaba para fines de entrenamiento.
El monte se ubica a 3 kilómetros (1,9 mi) al oeste de la estación Kotohira en la línea JR Dosan o se accesa por la estación Kotohira en la línea Kotohira del ferrocarril eléctrico Takamatsu-Kotohira hacia el vecindario que conduce al Santuario Kotohira.

## Cultura

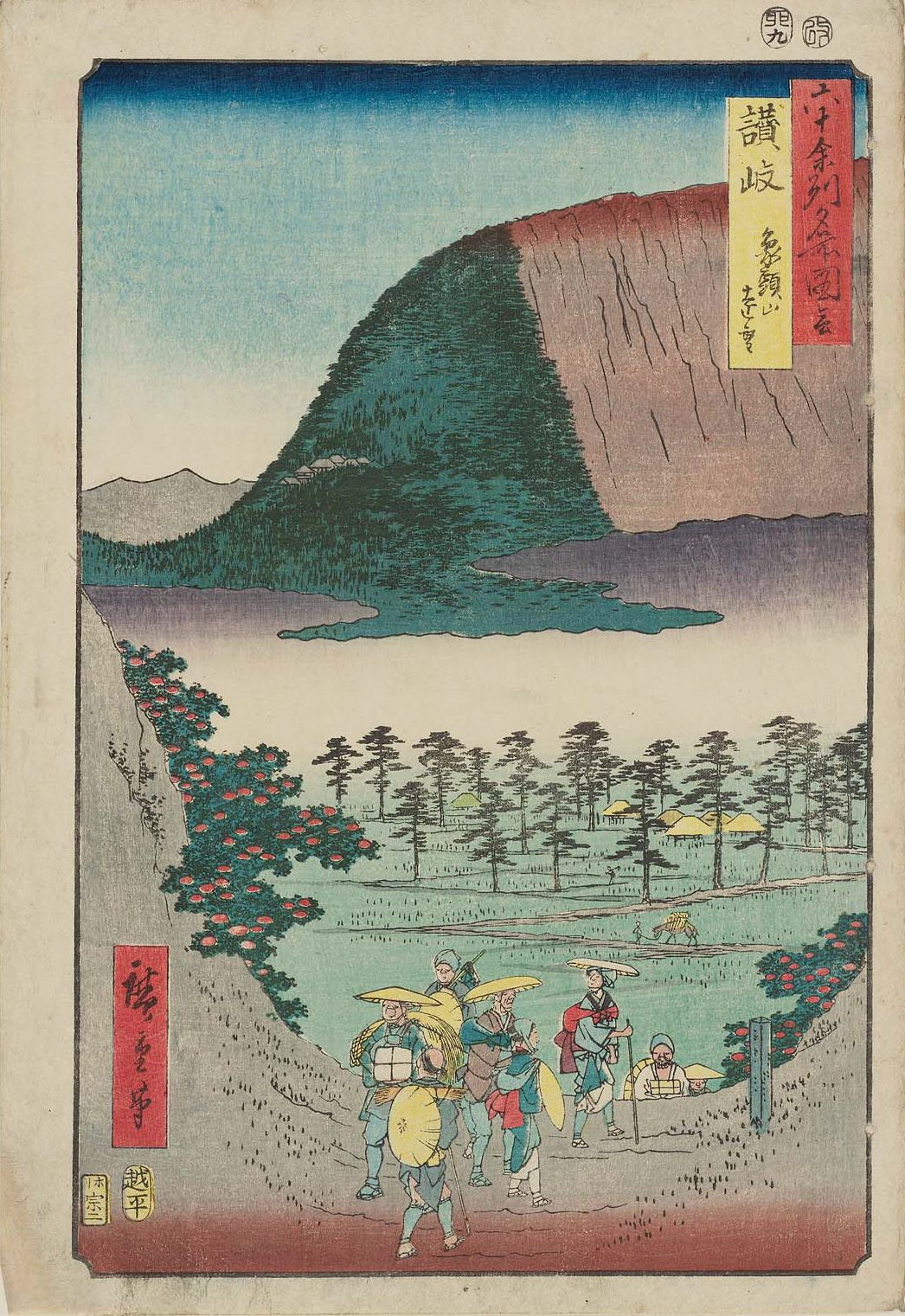
Pintura de Utagawa Hiroshige del monte Zōzu a la distancia.

En el período Edo, Utagawa Hiroshige pintó "Vista lejana de Sanuki Zozuyama" (período Kansei/Ansei), la montaña está representada como calva. Debido a que los árboles se utilizaban en la construcción de casas y en la vida cotidiana (leña y muebles), el dominio de Takamatsu prohibió talarlos. Además de esto, también hay dibujos y poemas del período Edo que hacen referencia al monte Zozusan:
- "Los doce paisajes del monte Zozu en Sanshu" (1661) compilado por padre e hijo Hayashi Gaho y su hijo Hayashi Houga.
- Utagawa Hiroshige pintó "Vista de la montaña Zōzu" (Cabeza de Elefante), períodos Kaei y Ansei.[8] Hiroshige representa a un grupo de estos viajeros. Una de las mujeres en primer plano lleva un bastón para ayudarse a escalar la montaña y llegar al santuario en su ladera.[2]
- Las doce vistas del monte Zozu de Kano Yasunobu y Kano Tokinobu representan doce lugares pintorescos.[9]
- Formaciones de flores de cerezo a la izquierda y a la derecha, recinto de bambú delante y detrás, peces saltando en el estanque delantero, ciervos jugando en el valle trasero.
- Vista lejana del monte Zozu, Sanuki, parte de la serie de la vista al monte desde los lugares famosos de sesenta y tantas provincias.[4]
- Gunrei Matsuyuki, Yuken Baigetsu, Unrin Hongzhong y Shinyoku Ishibuchi
- Shishiarai Qingli, Bridge Road, Mercado de cinco vías, Wan Nong Qu Shui
- "El cuento milagroso de Konpira Daigongen en el monte Zozu" (1772).

Obras que presentan al monte Zōzu:
- "Konpira Fune Fune" (Canción popular)
- "El paso de la noche oscura" (Novela. Hay una escena en la que el protagonista, Kensaku Tokito, visita a Kotohira y contempla el monte Zōzu.)

El santuario de Kotohira se convirtió al servicio del sintoísmo en 1868 y concedió el prestigio de su poderosa deidad al nuevo régimen Meiji, que a su vez le confirió el sello oficial de rango imperial y patrocinio estatal. El santuario de Kotohira se convirtió así en el nexo de unión entre la práctica religiosa popular y la autoridad del emergente estado-nación.

## Monte vecino
En sus inicios religiosos, el monte Zōzu fue el sitio de adoración de la deidad de la India Konpira Gongen. Brahmayoni, una montaña al oeste de Gaya en la India central, donde Shakyamuni convirtió a los tres hermanos Kassapa y a sus 1.000 discípulos y les predicó, se llama Montaña Cabeza de Elefante (Gayashirsha, conocida en japonés como Monte Gaya), y dado que tiene una apariencia similar a esta montaña y es un lugar sagrado donde está consagrado Konpira Daigongen, esta montaña en Kagawa también se llamó Montaña Cabeza de Elefante. Sin embargo, también existe una teoría que sostiene que antes de que Konpira Gongen fuera consagrado y prosperara en 1573, la zona se llamaba Montaña Matsuo porque allí se encontraba el Templo Matsuo-ji.